# خورخه براون
خورخه براون (انگلیسی: Jorge Brown; ۳ آوریل ۱۸۸۰ – ۳ ژانویهٔ ۱۹۳۶) بازیکن فوتبال اهل آرژانتین بود.
از باشگاه‌هایی که در آن بازی کرده‌است می‌توان به اشاره کرد.
وی همچنین در تیم ملی فوتبال آرژانتین بازی کرده‌است.